# 田仲济
田仲济（1907年—2002年），曾用名杨文、柳闻、小淦、淦、野村、青野、高田夫、蓝海等，男，汉族，山东潍坊人，中国作家、文艺理论家，曾任中国作家协会山东分会副主席。